# Laklóth Aladár
Laklóth Aladár (Budapest, 1960. május 9. –) magyar színész, a Soproni Petőfi Színház örökös tagja.

## Életpályája
1986-ban végzett a Színház- és Filmművészeti Főiskolán. A Rock Színház alapító tagja, 1984-ben a Madách Színház szerződtette, hosszú évekig volt a társulat művésze. Elsősorban zenés darabokban, musicalekben aratott sikereket. 2022-től a Pécsi Nemzeti Színház tagja.
Szenvedélye az autósport. Az 1975-ös Mecsek rallyról származik az első élménye, amikor kollégistaként az éjszakai versenyen szurkolt, és ünnepelte a pilótákat a Széchenyi téren. Sokáig csak nézőként járt a raliversenyekre, első tapasztalatait Tóth „Gili” Ferenc navigátoraként szerezte 1998-ban az egyik előfutó autóban. Ő tanította az itinerolvasás fortélyaira, utóbb pedig, amikor Szalay Balázs terepralizni hívta, a rendkívül rutinos Oroszlán Tibor „iskolájában” tanult. Ez úgy zajlott, hogy leültek Oroszlánék nappalijában, felnyitottak egy üveg bort, és mire az elfogyott, Laklóth már tisztában volt a főbb jelekkel.
Laklóth a raliban többször versenyzett Takácsi Pállal (az első közös versenyükön megnyerték a géposztály küzdelmeit), a terepraliban pedig Szalay Balázzsal. Legnagyobb sikerének a 2002-es Egyiptom-ralit tartotta: Szalay Balázzsal megnyerték az embertpróbáló sivatagi versengést. A Dakar rallyn eddig háromszor vett részt: először 2002-ben Szalay társaként, 2006 januárjában Szaller Zoltán társaként egy versenykamionban. 2007 januárjában Darázsi Zsoltnak diktálta az itinert az MAN versenykamionban. 2002-ben Szalay Balázzsal együtt elnyerték „Az év tereprallye versenyzője” címet.

## Színpadi szerepei
- Comden–Gree–Brown: Ének az esőben – Don Lockwood
- Müller–Tolcsvay – Bródy: Doctor Herz – Pancho
- Németh: Lili Hofberg – André
- Shakespeare: Lear király – Oswald
- Kander–Ebb–Masteroff: Kabaré – Ernst Ludwig
- Stone–Cooney: Miért nem marad reggelire? – Davey
- Scarnicci–Tarabusi: Kaviár és lencse – Raimondo Vietoris
- Németh: Széchenyi – Babarczy ezredes
- Molnár – Kocsák – Miklós: A vörös malom – Alfonz
- Gershwin – Ludwig: Crazy For You – Zangler Béla
- Howard–Russel: A muzsika hangja – Georg von Trapp kapitány
- Tolcsvay László – Müller Péter – Müller Péter Sziámi: Mária Evangéliuma – Jézus
- Várkonyi–Bródy: Will Shakespeare vagy akit akartok – Blade Razor
- Mikszáth Kálmán: Beszterce ostroma – Pamutkay
- Móricz Zsigmond: Légy jó mindhalálig – Sarkadi tanár úr, elnök
- Madách Imre: Az ember tragédiája – Színjátékos
- Molnár Ferenc: Olympia – Kovács huszárkapitány
- Kellér Dezső: A szabin nők elrablása – Bányai Márton
- Kästner: Emil és a detektívek – Professzor
- Balogh–Kerényi: Csíksomlyói passió – Phariseus Primus
- Kocsák–Miklós: Anna Karenina – Sztyiva
- Kästner–Aldobolyi: Emil és a detektívek – Professzor
- Bognár László: Élektra – Nincstelen
- Scribe: Egy pohár víz – Torcy
- Tolcsvay László: Isten pénze – Cratchit
- Shakespeare: Hamlet, dán királyfi – Guildenstern
- Ray Cooney: Páratlan páros 1 – Fotóriporter
- Thomas Stearns Eliot: Macskák – Elvisz Trén, Tus, Gastrofar George
- Fazekas Mihály – Schwajda György: Ludas Matyi – Ispán
- A. L. Webber: Az operaház fantomja – Monsieur Reyer
- A kétbalkezes varázsló – Első Badar király
- Vizy Márton – Tóth Dávid Ágoston: Én, József Attila – Dr. Bak Róbert

## Filmjei

### Játékfilmek
- Első kétszáz évem (1985)
- Argo (2003)[6]
- Mansfeld (2006)
- A sas (2011)

### Tévéfilmek
- Régimódi történet (1982) – Halmi úr
- Linda (1986)
- A Montmartre-i ibolya (1987)
- Az ördög talizmánjai (1987)
- Gyilkosság két tételben (1988) – Bonyhádi
- Szomszédok – Karesz
- Frici, a vállalkozó szellem (1993) – Kálmán
- Zenés húsvét (1993)
- Barátok közt (2004, 2005, 2006, 2007, 2008) – Radnics Szabolcs
- Kisváros – Több szerep
- Presszó (2008)
- Hacktion: Újratöltve (2013) – Rayner
- Starfactory (2014) – Rami apja
- Jófiúk  (2019) – TEK parancsnok
- Jóban Rosszban (2020) – Tardos Béla
- Doktor Balaton (2020–2022) – Baráth Gábor „Hajós”

### Szinkron
- Tőzsdecápák – Roger Barnes
- Yo Soy Betty la fea – Mario Calderon
- Miért éppen Alaszka? – Chris Stevens
- Vízi zsaruk – Senior Constable Tommy Tavita
- A hóbortos Twist család – Mr. Twist
- A Frankenberg kastély – Nick von Frankenberg
- Enid Blyton – Bill Cunningham
- Angel – Wesley Wyndam-Pryce
- Bűvölet – Thomas Berger
- Dave világa – Kenny Beckett
- Gimiboszi – Dave Novotny
- Lovespring ügynökség – Steve Morris
- A szökés – Alexander Mahone
- Róma – Hannibal Cotta
- A nyolcadik utas: a Halál – Kane
- Diszkópatkányok – Steve Butabi
- Buffy, a vámpírok réme – Rupert Giles
- Dallas – Nicholas Pearce
- Hétalvó (1973) – John
- Mia és én- Raynor király
- 12 menet – Danny Fisher
- Fogságban – Keller Dover – Hugh Jackman
- Az ember, akit Ovénak hívnak – Ove apja
- Star Wars: A Rossz Osztag – Cham Syndulla

## Díjai, elismerései
- A Magyar Érdemrend lovagkeresztje (2015)[7]